# 朸濬國際
朸濬國際集團控股有限公司，簡稱朸濬國際集團控股、朸濬國際集團（英語：Legend Strategy International Holdings Group Company Limited，港交所：1355），於2006年，由方文（主席）於深圳（本公司總部）成立名為「深圳悅來客棧旅業有限公司」。
而主要業務在中國內地經營四家（包括「悅來客棧」）經濟新派酒店，以及參與提供酒店顧問服務。
該公司股份在2011年7月15日於港交所創業板上市，當時代碼為8160.HK。招股價為1.2港元，配售股份為4500萬股，集資額為5400萬港元。而轉在主板上市為2013年8月21日。

## 連結
- （页面存档备份，存于）
- welcomeinn.com.cn